# 上杜羅葡萄酒產區
上杜羅葡萄酒產區是葡萄牙的一處葡萄酒產區，位於杜羅河上游。因其有效利用自然地形的梯田形葡萄田而聞名。2000年，上杜羅葡萄酒產區被指定為世界文化遺產。支撐梯田的石牆的總長度達數万公里。葡萄酒產區總面積達25萬公頃，其中世界遺產登録面積為24,600公頃，緩衝地帶的面積有225,400公頃。